# Önzárás
Az önzárás egyes olyan szerkezeteken alakul ki, melyeknél a nyugalmi egyensúlyt súrlódás teszi lehetővé. Megfelelő kialakítással olyan szerkezeteket lehet készíteni, melyeknél a mozgató erővel arányosan nő a normális erő, így a szerkezet önzáróvá válik, a súrlódás megfelelő elrendezés esetén mindig nagyobb az elmozdító erőnél, így a helyén tartja a testet. Az alábbiak néhány példát tartalmaznak önzárásra.

Rúdban elcsúszó hüvely önzárási határhelyzete

## Ferde megakadás
A vázlat egy aszimmetrikusan terhelt, rúdon elcsúsztatható hüvely vázlatát mutatja az önzárás határhelyzetében. Ilyen kialakítással készíthetők például fokozat nélkül állítható polcok, de a fa villanypóznán dolgozó szerelők és favágók mászóvasa is így működik. Az oszlopos és radiál fúrógépek szintén hasonló elrendezéssel készülnek. Az előbbieknél kívánatos az önzárás, a fúrógépeknél viszont elkerülendő.
A megcsúszás határán az alábbi összefüggés írható az {\displaystyle N\,} normális és {\displaystyle S\,} súrlódás között:
{\displaystyle S=\mu N},
ahol
{\displaystyle \mu =\tan \rho }
a súrlódási tényező,
{\displaystyle \rho } pedig a súrlódás fél kúpszöge.
A statikai egyenletekből a függőleges erők egyensúlya:
{\displaystyle F=2S\,},
a nyomatékok egyensúlya {\displaystyle r={\frac {d}{2}}} bevezetésével:
{\displaystyle F(p+2r)-2rS-Nh=0}
Végül:
{\displaystyle p=({\frac {h}{2\mu }}-{\frac {d}{2}})}.

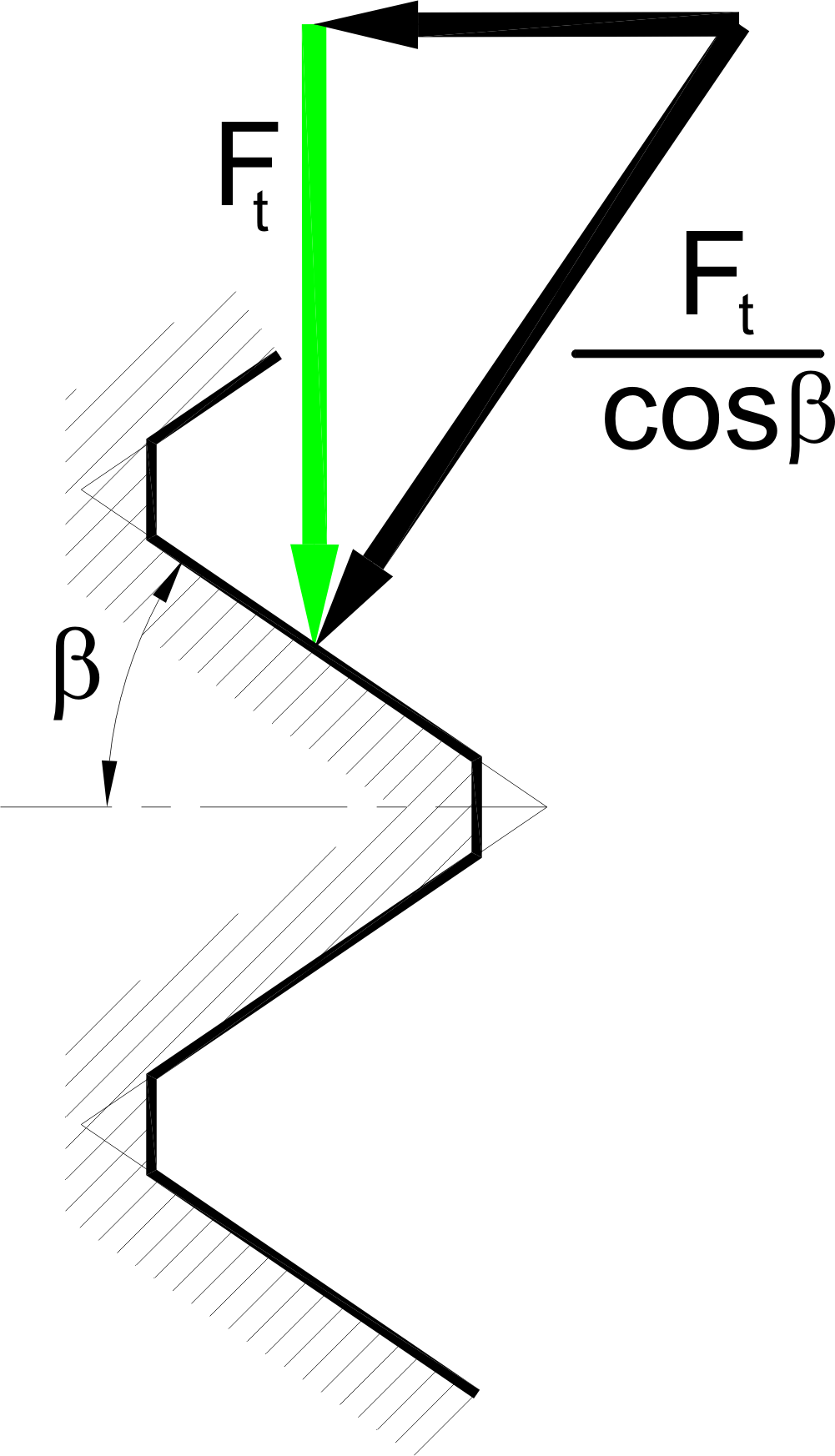
Lazítóerő és normális erő

Amennyiben az erő karja nagyobb, a szerkezet önzáró, ha kisebb, megcsúszik.

## Önzárás csavarnál
Csavarmenetnél a súrlódást élesmenet alkalmazásával lehet növelni. Ilyenkor a lazítóerőnél nagyobb a súrlódással arányos normális erő. (Az ábra csak a csavar tengelyével párhuzamos összetevőket mutatja.) Hasonló a helyzet csigahajtásnál is, a legtöbb csigahajtómű önzáró, daruhajtásnál például ha leáll a motor, a teher a fék behúzása esetén sem fut le. Az önzárás azonban rendszerint nem elég biztosíték a fékezésre, mivel a berendezés rezgése esetén (ami akár külső gerjesztés során is bekövetkezhet) a normális erőnél a tömegerők nagyobbak lehetnek és - legalábbis néhány pillanatra - a berendezés lassan elmozdulhat. Ezért használnak fontos kötéseknél csavarbiztosítást, hajtóművek (felvonónál, darunál) pedig kötelezően beépített függetlenül működő féket.

## Egyéb alkalmazás
A felvonó kötélszakadása esetén a lezuhanás ellen védő önműködő fogókészüléke is gyakran az önzárás elvén működik. A falnak támasztott létrán felmászó ember is az önzárásnak köszönhetően nem csúszik le. Ritkán gondolnak arra, hogy a rövid elemi szálakból font cérna és kötél azért nem csúszik szét, mert az önzárás olyan erővel tartja össze, hogy túlterhelés esetén inkább az elemi szálak szakadnak el előbb, mint a súrlódással összekötött részek.